# SC Olymp 1900 Berlin
SC Olymp 1900 Berlin was een Duitse voetbalclub uit Berlijn.

## Geschiedenis
De club werd opgericht in 1900 en sloot zich aan bij de competitie van de Markse voetbalbond. In 1906 promoveerde de club naar de hoogste klasse en eindigde daar voorlaatste. De volgende jaren eindigde de club telkens bij de laatste drie.
In 1918 fuseerde de club met BV Treptow-Süd tot Treptower Sportvereinigung 1900, maar reeds in 1919 werd deze fusie ongedaan gemaakt. Midden jaren twintig speelde de club in de tweede klasse van de Brandenburgse voetbalcompetitie. In 1930 degradeerde de club en kon na twee seizoenen terugkeren. De geschiedenis van de club na de invoering van de Gauliga in 1933 is onbekend, waarschijnlijk verdween de club na 1945.